# World Unity Cup 2016
La World Unity Cup 2016 fue un torneo amistoso de fútbol en que se disputó del 25 al 28 de agosto de 2016 en Sutton, Inglaterra. Contó con la participación de tres selecciones: Barāwe, Tamil Eelam y Islas Chagos. El campeón del torneo calificó automáticamente a la Copa Mundial de Fútbol de ConIFA de 2018.

## Participantes
Al principio el torneo sería disputado por Islas Chagos, Darfur, Tamil Eelam y Ellan Vannin. Tanto Darfur como Ellan Vannin acabaron se retirando. El torneo se reorganizó como un evento de tres equipos, con la selección de Barāwe reemplazándolo a Darfur.
| Equipos participantes | Equipos participantes | Equipos participantes | Equipos participantes |
| --------------------- | --------------------- | --------------------- | --------------------- |
| Barāwe                | Tamil Eelam           | Islas Chagos          |                       |

## Partidos[3]
| 25 de agosto de 2016 | Barāwe | 0-5 | Tamil Eelam                                                              | Borough Sports Ground, Sutton, Inglaterra |  |
| 18:00                |        |     | 28' Kasthuran · 30' Jan · 52' Navaneethakrishnan · 75' 84' Kulenthiran · |                                           |  |

| 26 de agosto de 2016 | Barāwe | 2-3 | Islas Chagos                   | Borough Sports Ground, Sutton, Inglaterra |  |
| 18:15                | Sufi   |     | Bhujan · Robertson · Sooprayen |                                           |  |

| 27 de agosto de 2016 | Islas Chagos | P-P | Tamil Eelam | Borough Sports Ground, Sutton, Inglaterra |  |
| 19:30                |              |     |             |                                           |  |

#### Final
| 28 de agosto de 2016 | Islas Chagos | 1-5 | Tamil Eelam                                                                                  | Borough Sports Ground, Sutton, Inglaterra |  |
| 18:45                | Gaspard 48'  |     | 4' (pen.) Navaneethakrishnan · 8' 11' Sivanesamurthy · 68' Kulenthiran · 70' (pen.) Chandran |                                           |  |